# 157 (nombre)
Cet article concerne le nombre 157. Pour l'année, voir 157.
157 (cent cinquante-sept) est l'entier naturel qui suit 156 et qui précède 158.

## En mathématiques
Cent cinquante-sept est :
- Le 37e nombre premier ;
- un nombre brésilien premier ;
- un nombre premier sexy avec 151 ainsi qu'avec 163.

## Dans d'autres domaines
Cent cinquante-sept est aussi :
- Années historiques : -157, 157
- Ligne 157